# Anna-Maria Müller
Anna-Maria Müller (Friedrichroda, 23 februari 1949 - Berlijn, 23 augustus 2009) was een Oost-Duits rodelaarster.
Tijdens de Olympische Winterspelen 1968 werden de Oost-Duitse vrouwen gediskwalificeerd vanwege het verwarmen van de ijzers. Een jaar later behaalde Müller de zilveren medaille tijdens de wereldkampioenschappen.
Müller won tijdens de Olympische Winterspelen 1972 in het Japanse Sapporo de gouden medaille.

## Resultaten

### Wereldkampioenschappen
| Jaar | Plaats    | Resultaat   |
| ---- | --------- | ----------- |
| 1969 | Königssee | individueel |

### Olympische Winterspelen
| Jaar | Plaats   | Resultaat      |
| ---- | -------- | -------------- |
| 1968 | Grenoble | DQ individueel |
| 1972 | Sapporo  | individueel    |

1964: Ortrun Enderlein ·
1968: Erica Lechner ·
1972: Anna-Maria Müller ·
1976: Margit Schumann ·
1980: Vera Sosoelja ·
1984: Steffi Walter-Martin ·
1988: Steffi Walter-Martin ·
1992: Doris Neuner ·
1994: Gerda Weissensteiner ·
1998: Silke Kraushaar ·
2002: Sylke Otto ·
2006: Sylke Otto ·
2010: Tatjana Hüfner ·
2014: Natalie Geisenberger ·
2018: Natalie Geisenberger ·
2022: Natalie Geisenberger
- Gemeinsame Normdatei: 141008881
- SNAC: w6qv6w4s
- Virtual International Authority File: 120265506